# 安捷利實業
安捷利實業有限公司，簡稱安捷利實業（港交所除牌前：1639.HK），中國兵器工業集團及中国北方工业公司聯營公司，是在1994年成立，董事長為熊正峰。至於總部為廣州市。
其主要業務从事软性电路板（简称FPC）设计、制造、销售及软性电路板的SMT装配服务。主要工廠包括廣州、深圳、蘇州等。其股份自2004年8月18日，於香港交易所創業板上市，當時代碼為8298.HK，其後在2014年6月18日轉在主板上市。2022年7月28日，安捷利因私有化從港交所退市。

## 外部連結
- 安捷利實業 （页面存档备份，存于）